# Les Sorinières
Les Sorinières è un comune francese di 7 443 abitanti situato nel dipartimento della Loira Atlantica nella regione dei Paesi della Loira.

## Società

### Evoluzione demografica
Abitanti censiti